# Escut de Cava
L'escut oficial de Cava té el següent blasonament:
Escut caironat: d'or, un castell d'atzur obert sobremuntat d'una àncora de porpra. Per timbre una corona mural de poble.
Va ser aprovat el 2 de maig del 2000 i publicat al DOGC el 26 de maig del mateix any amb el número 3148.
El castell, present als segells municipals del poble des de 1789 fins a 1816, representa el castell de Cava, del segle xiii, avui en ruïnes. L'àncora és un atribut de sant Climent, patró del poble; la figura del sant figurava a l'escut del municipi des de 1876.